# UDisks
UDisks — D-Bus-интерфейс для udev и соответствующий демон для управления накопителями, как съемными, так и, например, жесткими дисками, раньше был известен под именем devicekit-disks.
UDisks позволяет приложениям подписываться на уведомления о доступности новых устройств (например, при подключении USB-флеш-накопителя), узнавать конфигурацию устройств (например, количество разделов, их объём, файловые системы, и т. п.), монтировать и размонтировать устройства, и т. д.
UDisks также включает в себя утилиту командной строки udisksctl для использования демона из командной строки и скриптов.
UDisks с udev сменил устаревшую систему HAL.

## UDisks2
В марте 2012 года было объявлено о переписывании UDisks с нуля и создании новой версии, UDisks2, использующей новые возможности и интерфейсы, появившиеся в D-Bus с момента выхода оригинального UDisks. Данное решение было подвергнуто критике, в частности, из-за потери всякой обратной совместимости и в API, и в утилите udisksctl.